# Мартвильский монастырь
Монастырь Мартвили в честь Успения Пресвятой Богородицы (груз. მარტვილის მონასტერი) — православный монастырский комплекс в Грузии. Расположен в селе Мартвили Мартвильского муниципалитета края (мхаре) Самегрело-Верхняя Сванетия. Относится к Чкондидской епархии Грузинской православной церкви. Монастырь стоит на самом высоком холме в окрестностях и ранее имел стратегическое значение. В 2007 году монастырь был включён в список недвижимых культурных памятников национального значения Грузии. 

## История
Российские историки А. Ю. Виноградов и Д. А. Косоуров отмечают, что строители Мартвили подражали декорации армянского храма Св. Креста на острове Ахтамар.
Место на холме, где сегодня стоит монастырь, в древние времена было центром языческой культуры и считалось священным местом. Когда-то здесь стоял огромный старый дуб, которому поклонялись как идолу плодородия и процветания. Младенцев некогда здесь тоже приносили в жертву. После обращения коренного населения в христианство древнее дерево было срублено, чтобы ему больше не поклонялись. Церковь была построена в конце VII века на корнях старого дуба и была освящена в честь Андрея Первозванного, который проповедовал и обращал язычников в христианство на территории нынешней Мегрелии.
Главный собор Мартвили — Чкондиди (с мегрельского чкони переводится как «дуб») был реконструирован в X веке абхазским царём Георгием II после вражеского нашествия, разрушившего предшествующую церковь. В хронике Леонти Мровели про Георгия II сказано: «Он устроил и управил все дела в отечестве и царстве своем возвёл храм в Чкондиди, образовал епископат и украсил его мощами многих мучеников».
В XVIII веке, когда в Мегрелии правила династия Чиковани, монастырский собор стал усыпальницей князей Дадиани. В 1903 году тут был похоронен Николай Дадиани, последний владетельный князь Мегрелии.
В советское время монастырь был закрыт; возобновлён в 1998 году.
Храм имеет форму креста (тетраконха). Конический купол опирается на стены барабана. В интерьере храма сохранились фрески XIV—XVII веков, а также портреты князей Чиковани.
К монастырю из центра города Мартвили проложена канатная дорога.

## Галерея

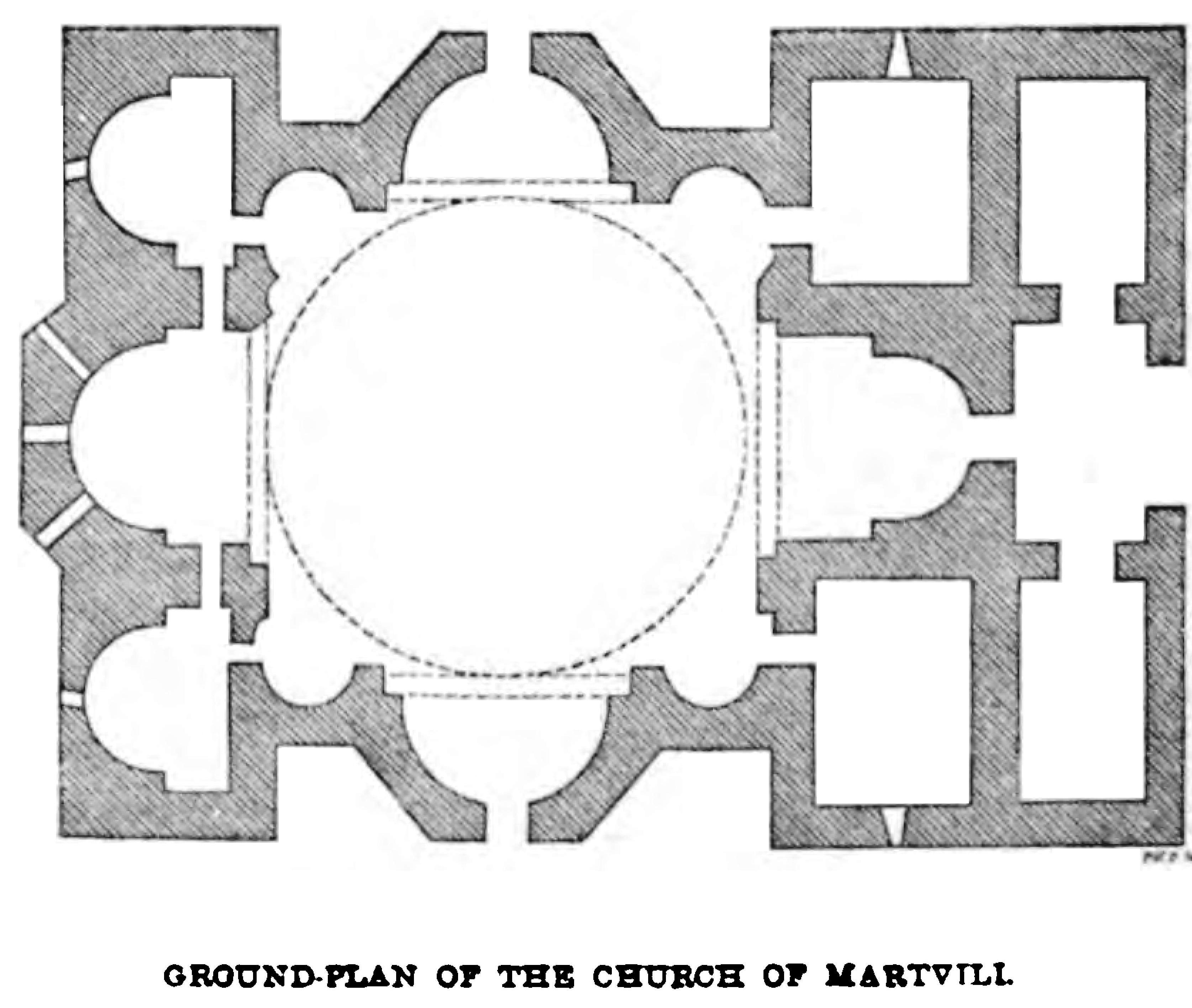
План собора Мартвили-Чкондиди
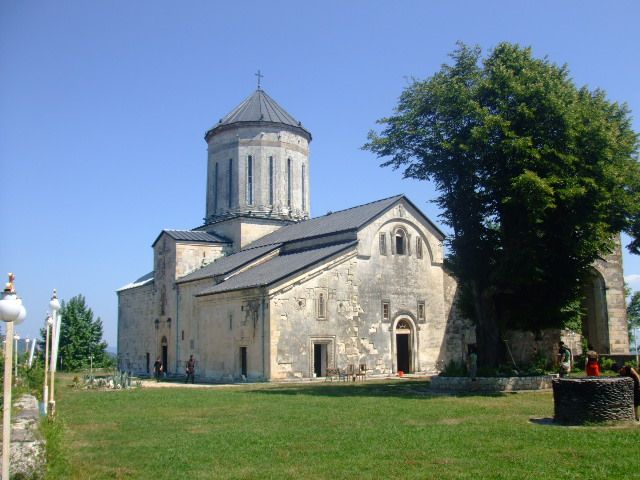
Собор Мартвили-Чкондиди
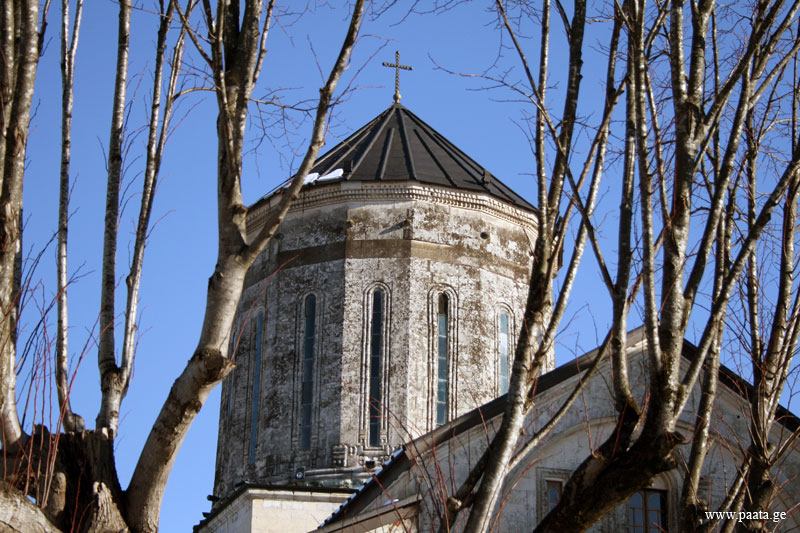
Барабан и купол собора
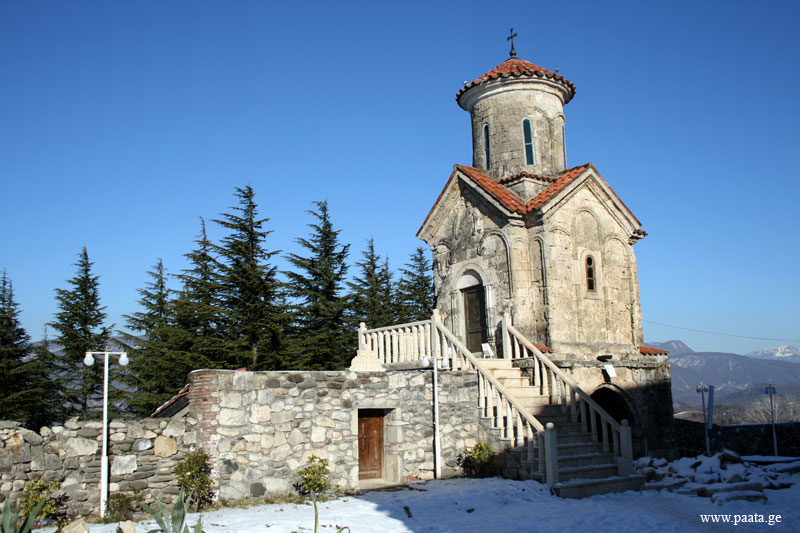